# 용둥굴레
용둥굴레(龍---)는 비짜루과(아스파라거스과)의 여러해살이풀이다.

## 생태
산속 나무 그늘에서 자란다. 키는 20-60센티미터쯤 되며 줄기 윗부분이 비스듬하다. 잎은 어긋나고 2줄씩 나며 길이 5-10센티미터, 너비 2.5-4센티미터쯤 되는 긴둥근꼴 모양이다. 가장자리는 밋밋하며 뒷면은 회백색이 돈다. 꽃은 5-6월에 피고 잎겨드랑이에 2개씩 달리며 흰빛을 띤 녹색이고 길이 2.5센티미터에 이르는데 털이 없다. 2장의 커다란 포엽이 꽃을 감싼다. 열매는 둥근 장과이며 포에 싸여 검게 익는다.

## 사진

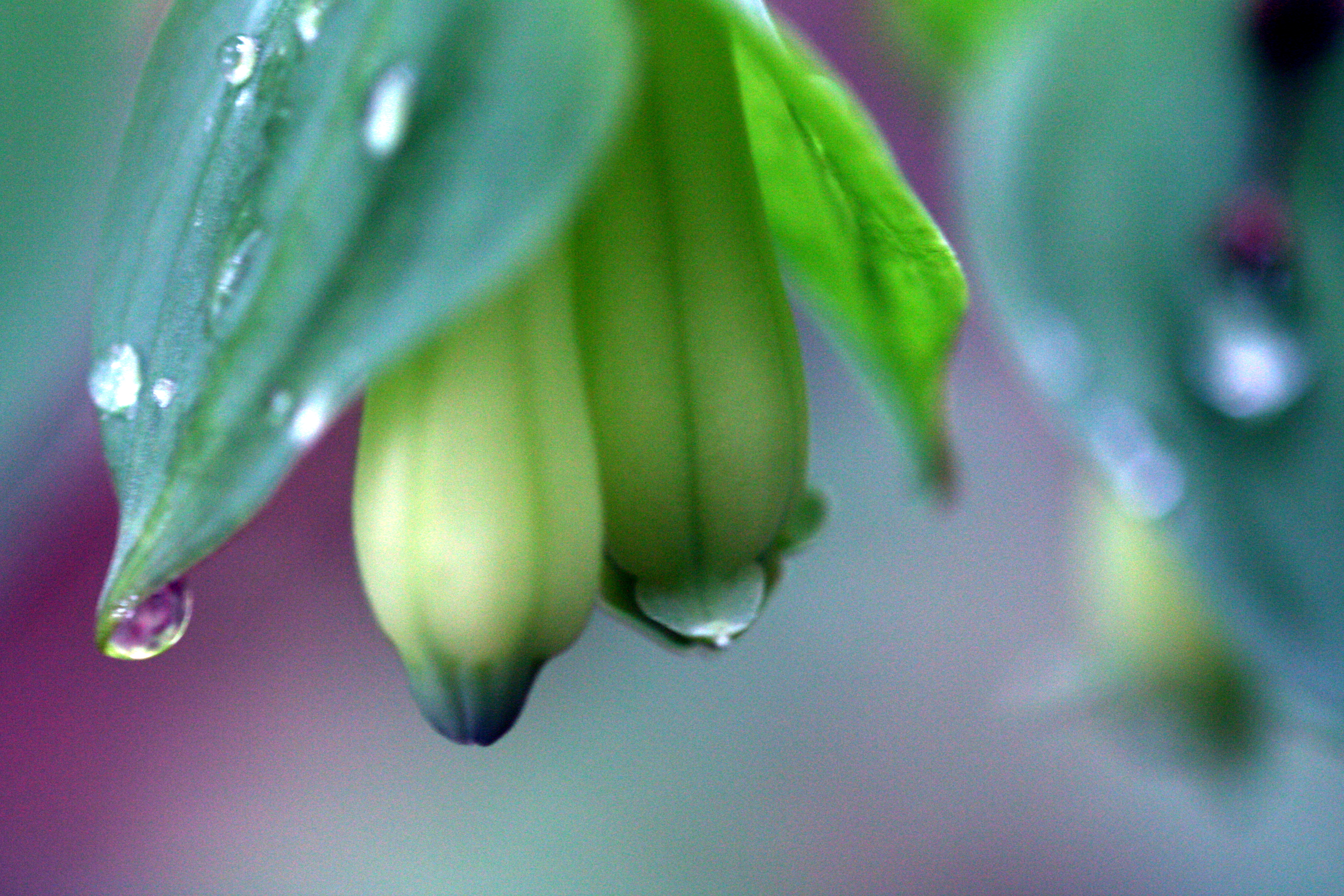
꽃
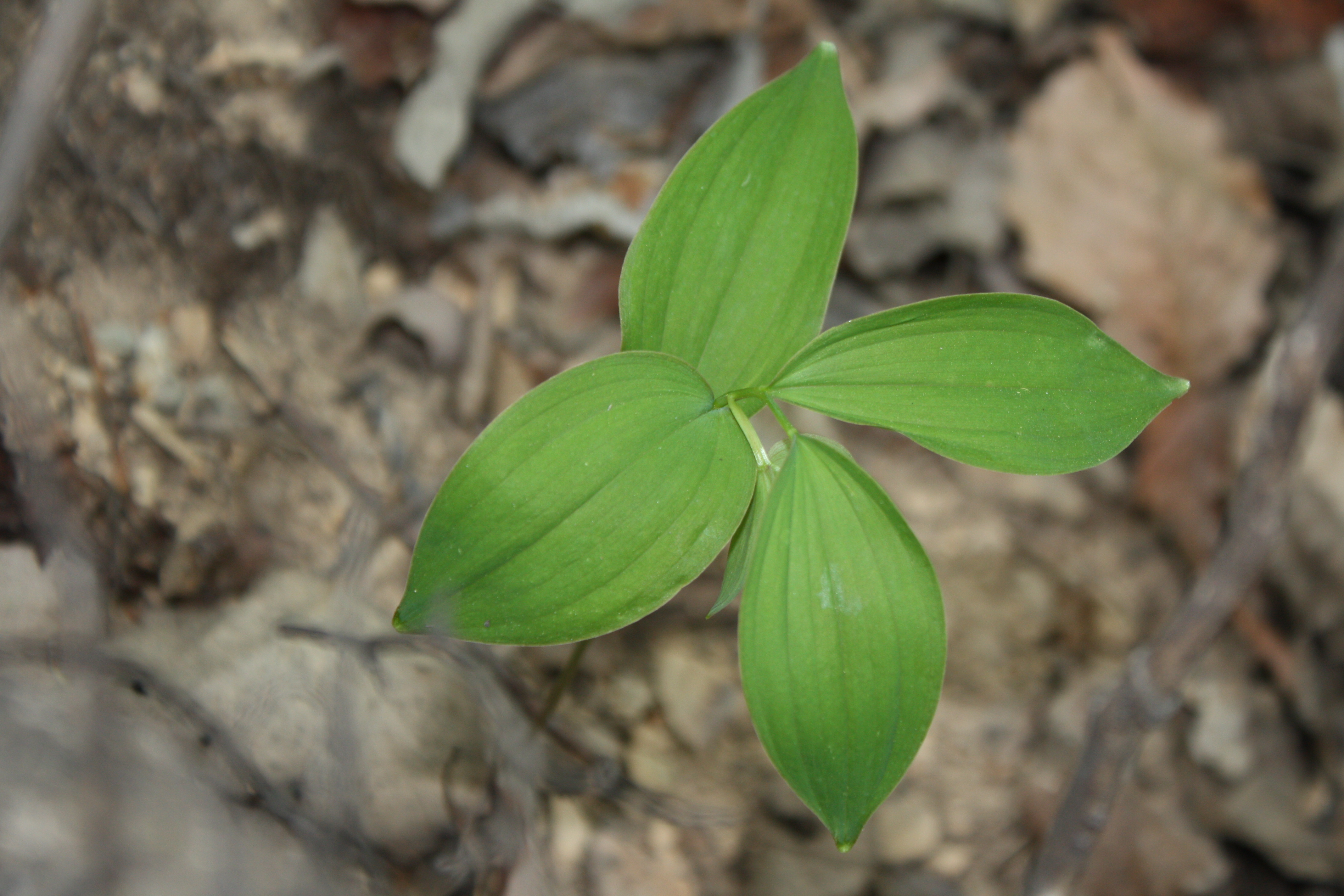
잎
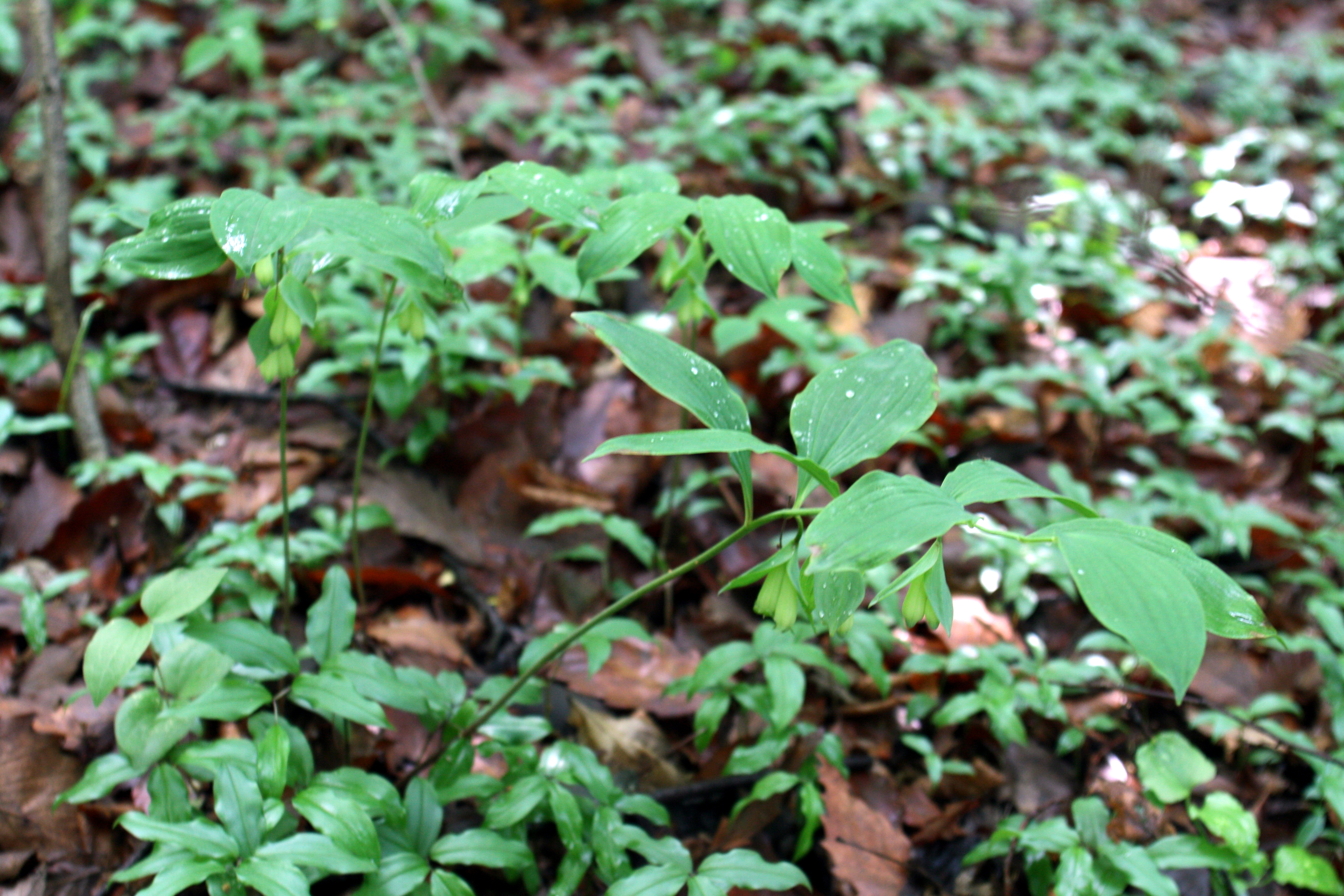

## 참고 자료
- 이동혁, 《오감으로 찾는 우리 풀꽃》(도서출판 이비컴, 2007) ISBN 978-89-89484-57-8
- 풀베개 보관됨 2015-12-10 - 웨이백 머신